# Franz Pfleger (Jurist)
Franz Pfleger (* 14. Oktober 1915; † 5. Juni 2007) war ein deutscher Jurist und Rechtsanwalt.

## Leben
Pfleger war der Sohn des Rechtsanwalts und Politikers Joseph Pfleger. Er absolvierte am Augustinus-Gymnasium in Weiden in der Oberpfalz das Abitur. Zur Zeit des Nationalsozialismus folgten Reichsarbeitsdienst und Wehrdienst im Zweiten Weltkrieg.
Noch während des Krieges legte er an der Ludwig-Maximilians-Universität München das Examen in Rechtswissenschaft und Volkswirtschaft ab. Mangels einer NSDAP-Mitgliedschaft – sein Vater verteidigte selbst während der Novemberpogrome 1938 auch jüdische Mandanten – konnte er das zugehörige Referendariat vorerst nicht ableisten. Erst 1946 konnte er es nach der Kriegsgefangenschaft absolvieren und sein Staatsexamen nachholen.
1947 heiratete er seine Frau Anna Maria († 2005 im Alter von 81 Jahren). Aus der Ehe gingen zwei Töchter und ein Sohn hervor. Pfleger war unter anderem als Rechtsanwalt am Bundesgerichtshof tätig. Er war rund 25 Jahre Vorstand des Weidener Anwaltsvereins. Über 40 Jahre engagierte er sich für Behinderte und war 1965 Gründungsmitglied, dann Beirat und von 1990 bis 1998 Vorstandsvorsitzender des Heilpädagogischen Zentrums – Lebenshilfe für Behinderte e.V. (HPZ) in Irchenrieth.
Franz Pflegers Tochter Anne, verheiratete Brünnig, ist in dritter Generation als Rechtsanwältin in der von Pflegers Vater gegründeten Kanzlei tätig. Pflegers Totenmesse fand in der Pfarrkirche St. Josef statt. Sein Leichnam wurde auf dem Weidener Stadtfriedhof beigesetzt.

## Auszeichnungen
- 1982: Bundesverdienstkreuz am Bande
- 1995: Bayerische Staatsmedaille für soziale Verdienste